# Kai Lindberg
Kai Lindberg (* 10. Dezember 1899 in Helsingør; † 27. Mai 1985 in Frederiksberg) war ein dänischer sozialdemokratischer Politiker und Minister.

## Leben
Der gelernte Schiffbauer startete seine politische Karriere als Mitglied im Stadtrat von Helsingør von 1933 bis 1941. 1941 wurde Lindberg Sekretär beim dänischen Gewerkschaftsdachverband, was er bis zu seiner Zeit als Minister blieb. Von 1947 bis 1971 saß er im dänischen Parlament Folketing, gewählt im Wahlkreis Vejle.
Vom 30. August 1955 bis zum 28. November 1966 war er in den Kabinetten Hansen I, Hansen II, Kampmann I, Kampmann II, Krag I und Krag II Minister für öffentliche Arbeiten. Vom 28. Mai 1957 bis zum 18. November 1960 leitete er zusätzlich das noch junge Ministerium für Grönland.